# 사오카촌
사오카촌(佐岡村)은 일본 고치현 가미군에 설치되었던 촌이다. 현재의 가미시의 일부에 해당한다.